# Panax pseudoginseng
Panax pseudoginseng är en araliaväxtart som beskrevs av Nathaniel Wallich. Panax pseudoginseng ingår i släktet Panax och familjen Araliaceae. Inga underarter finns listade.